# Sistemo l'America e torno
Pour plus de détails, voir Fiche technique et Distribution.
Sistemo l'America e torno est un film italien de Nanni Loy sortì en 1974.

## Synopsis
Giovanni Bonfiglio, un agent sportif, est envoyé par son patron aux États-Unis afin d'engager Ben Fergusson un champion noir américain de basket. Le joueur, bien qu'ayant signé le contrat diffère continuellement la date de son départ pour l'Italie et oblige ainsi l'agent à le suivre sur tout le territoire américain constatant ainsi les vices, le racisme et la violence qui entoure le milieu...

## Fiche technique
- Titre italien : Sistemo l'America e torno
- Titre anglais : Black Is Beautiful[2]
- Titres français :  La Belle Américaine ou Le Contrat[2]
- Réalisateur : Nanni Loy
- Sujet : Piero De Bernardi, Leo Benvenuti
- Scénario : Nanni Loy, Piero De Bernardi, Leo Benvenuti
- Distribution (Italie) : Titanus
- Photographie :	Sergio D'Offizi
- Montage : Franco Fraticelli
- Musique : Luis Enríquez Bacalov
- Scénographie :	Aurelio Crugnola
- Langue : italien
- Pays :	 Italie
- Genre : Comédie dramatique
- Durée : 106 min (édition cinématographique)
- Durée : 83 min (édition home vidéo DVD)
- Date de sortie en salles : 
  -  Italie : 14 février 1974
  -  France : 19 mars 1980[2]

## Distribution
- Paolo Villaggio : Giovanni Bonfiglio
- Sterling Saint Jacques : Ben Ferguson
- Armando Brancia : commendatore, propriétaire de l'équipe de basket-ball
- Nello Pazzafini : entraineur de basket
- Alfredo Rizzo : Alex Biondi
- Rita Savagnone : Vanda
- Christa Linder : Katia
- Fernando Cerulli : mari de Vanda